# Adonxs
Adonxs (kiejtése: Adonisz, születési nevén: Adam Pavlovčin, Miava, 1995. szeptember 13. –) szlovák énekes, zeneszerző, modell, táncos és színész. Ő képviselte Csehországot a 2025-ös Eurovíziós Dalfesztiválon Bázelben Kiss Kiss Goodbye című dalával. Korábban a londoni PACE alternatív együttes korábbi énekese volt, valamint ő a 2021-es SuperStar tehetségkutató műsor nyertese. A popénekesek számára szokatlan basszusprofondó hangjáról és androgün színpadi személyiségéről ismert. Ötszörös szlovák bajnok az IDO street dance szakágakban. 2022-ben bekerült a Forbes 30 sikeres 30 alatti listájára, és jelölték a legjobb új előadó kategóriában a Ruka Hore Awardson. Május 20-án megjelent debütáló szóló kislemeze, a Moving On, mely az SK Top 50 listán az első helyet érte el. Augusztus 19-én kiadta második kislemezét, a Game-et, amely a második kislemeze volt az SK Top 50 listán. 2022 novemberében jelent meg debütáló szóló stúdióalbuma, az Age of Adonxs, amellyel számos elismerést szerzett, köztük az év albuma, a legjobb férfi előadó vagy a legjobb új előadó Szlovákiában díjat. 2023-ban az LMBTQ+-aktivizmusáért Cena Inakosti díjjal ismerték el.

## Pályafutása

### Kezdeti évek
Pavlovčin a szlovákiai Miavában született és Szenicében nevelkedett fel. Adonxs már fiatalon érdeklődött a tánc és az éneklés iránt, melyre az ihletet nővérétől kapta. A testvére nyomdokaiba lépve csatlakozott egy fiatal tánccsoporthoz, énekórákat vett, és zongorázni kezdett. Tizenéves korában azonban a pubertás korhoz kapcsolódóan jelentős hangváltozáson ment keresztül – hangja a tenorról basszusprofondóra, a legalacsonyabb szintű basszusra esett vissza. Ennek eredményeként abbahagyta az éneklést.
Ehelyett a későbbiekben a táncra koncentrált, egy profi tánccsoporttal lépett fel, és ötször nyerte meg a Szlovák Bajnokságot az IDO street dance szakágakban, junior és felnőtt kategóriában egyaránt. Tizenöt éves korában elköltözött a családjától Pozsonyba, hogy a C.S. Lewis Kéttannyelvű Gimnáziumba járt, és a New Scene színház egyik akadémiáján vett színészi órákat. Tizenhat évesen szerződött le egy modellügynökséghez.
Ezt követően elkezdett az énekléssel foglalkozni és Prágába költözött, hogy a neves operaénekesnő, Hana Pecková klasszikus képzésben vehessen részt. Egy évig szabadúszó művészként élt Prágában, majd Londonba költözött, hogy elindítsa a zenei karrierjét.
A londoni BIMM Universityn szerzett bachelor fokozatot dalszerző és kreatív zene szakon.
A diploma megszerzése közben nehezen tudta fizetni a tandíját és a megélhetés költségeit, így szabadidejében bébiszitterkedéssel, zeneoktatással, modellkedéssel foglalkozott, valamint baristaként és felszolgálóként dolgozott, hogy megéljen. A Cosmopolitannek adott interjújában ezt mondta: "Gyakran hajnali 3-kor fejeztem be az éjszakai műszakomat a bárban, és reggel 9-kor kezdtem az énekórámat." Adonxs 18 évesen coming outolt a szülei előtt, miután "őrülten beleszeretett" egy fiúba, így a londoni egyetemi éveit a "teljes felszabadulás" és az "önfelfedezés" időszakának nevezte. Ez mély hatást gyakorolt a dalszerzésre, stílusának és színpadi személyiségének fejlesztésére.
18 évesen Adonxs megírta első dalát, a Speechless Boy-t, és kiadott egy alacsony költségvetésű videoklipet, amely a nyilvános coming outként szolgált számára.

### A PACE frontembere
Adonxs még középiskolás korában megalakította osztálytársával, a mostani zeneszerzővel, Adrián Čermákkal a "műfajhajlító" zenei formációt, a PACE-t. Miután Londonba költöztek, a duóhoz két másik zenész csatlakozott, egy monacói gitáros és egy görög dobos.
2018 elején a multikulturális formáció kiadta debütáló EP-jét Keeper címmel, amely egy alternatív, túlnyomórészt barokk poplemez, amely szimfonikus zenekari elemeket is tartalmaz, miközben szövege Adonxsról úgy beszél, mint "a vágyaiban és vízióiban rekedt emberről". Egy évvel később a PACE kiadta a Hunt Me Down című kislemezt, amit 2020-ban a Fallen követett. Felléptek londoni klubokban, brit fesztiválokon, Pride-felvonulásokon, és Grace Carter brit énekesnő előzenekara is voltak, mielőtt a Covid19-világjárvány miatt lemondták a további fellépéseiket.
Az Egyesült Királyságban az élő koncertekre vonatkozó pandémiás korlátozásokat követően Adonxs visszaköltözött Prágába, hogy szólókarrierbe kezdjen 2021-ben.

### A SuperStar győztese
2021-ben Adonxs a közös cseh-szlovák SuperStar tehetségkutató műsor hetedik évadába jelentkezett, melyet megnyert, így az ismertsége Szlovákiában és Csehországban is megnőtt. A műsor készítői korábban már többször felkeresték, hogy részt vegyen a showban, de ezeket a meghívásokat többször is elutasította. Adonxs nagy vitákat kavart a biológiai nemének nem megfelelő ruhában való fellépésével – beleértve egy áttetsző ruhát is – amire ő a következővel válaszolt: "A ruháknak nincs neme". Adonxs lett az első nyíltan queer győztese a tehetségkutató műsornak, és győzelmét hatalmas előrelépésnek nevezte a cseh és a szlovák társadalom számára. Az Elle-nek adott interjújában, amely rámutatott a konzervatív társadalom queer művészeként való népszerűségére, Adonxs a sikerének hatásairól elmélkedett: "Úgy gondolom, hogy a győzelmem segített megnyitni az utat más queer előadók, színészek vagy politikusok előtt, és ne féljünk önazonosnak lenni másként sem."

### Szóló karrier
2022. május 20-án, már az Adonxs művésznéven adta ki debütáló szólókislemezét, a Moving On-t. A művészneve a szépség és a vágy görög istenére, Adóniszra utal. 2022. június 4-én mutatták be a Moving On duettváltozatát, melyben Celeste Buckingham szlovák énekesnővel közösen adja elő a dalt. 2022. augusztus 19-én kiadta a második kislemezét, a Game-et, melyet október 18-án a Cold Summer követett. Az Age of Adonxs című bemutatkozó szólóalbuma 2022 novemberében jelent meg. A Musicserver 2022 legjobb albumaként értékelte a lemezt Szlovákiában. 2023 elején két az Evropa 2 rádió díjait megkapta a legjobb férfi előadó és a legjobb új előadó kategóriában. A 2022-es Ruka Hore Awards-on megkapta az év előadója és az év albuma jelölést, valamint elnyerte az Evropa 2-nál az év dala díjat. Csehországban az Age of Adonxs című albumot jelölték a 2022-es év legjobb szlovák albumának járó Anděl-díjra. 2022-ben részt vett a Sztárban sztár szlovák változatában, ahol a második helyen végzett.
A negyedik kislemezét, a No Common Measure-t 2023. július 28-án adta ki, amit november 22-én az OVRTHNKR követett. 2023. augusztus 13-án fellépett Budapesten, a Sziget Fesztiválon.
2024-ben a Crystal Wing 2023 díjra jelölték a popzene kategóriában. 2024. március 15-én adta ki első szlovák nyelvű dalát, melynek a címe Sám. 2024. december 11-én a Česká Televize (ČT) bejelentette, hogy az énekes képviseli Csehországot a 2025-ös Eurovíziós Dalfesztiválon Bázelben, Kiss Kiss Goodbye című dalával. A versenydalát márciusban mutatták be. A dalfesztivál május 15-én rendezett második elődöntőjében a tizenkettedik helyen végzett, így nem jutott tovább a döntőbe.

## Diszkográfia

### Albumok
- Keeper (2018, a Pace együttes tagjaként)
- Adam Pavlovčin SuperStar 2021 (2021)
- Age of Adonxs (2022)

### Kislemezek
- Hunt Me Down (2019)
- Fallen (2020)
- Moving On (2022)
- Game (2022)
- Cold Summer (2022)
- No Common Measure (2023)
- OVRTHNKR (2023)
- Sám (2024)
- Intergalactic Rodeo (2024)
- Kiss Kiss Goodbye (2025)